# Gomez Freyre
 (juillet 2019).
Si vous disposez d'ouvrages ou d'articles de référence ou si vous connaissez des sites web de qualité traitant du thème abordé ici, merci de compléter l'article en donnant les références utiles à sa vérifiabilité et en les liant à la section « Notes et références ».
Pour les articles homonymes, voir Gomes Freire de Andrade.
Gomes Freire de Andrade, né le 27 janvier 1757 à Vienne (Autriche), mort par pendaison le 18 octobre 1817 à la forteresse de São Julião da Barra, était un général portugais et le chef d'une conspiration nationalo-libérale contre la monarchie absolue de Jean VI de Portugal et la dictature militaire de William Carr Beresford.

## Jeunesse
Il est le fils de dom Ambrósio Freire de Andrade, ambassadeur du Portugal à Vienne et de la comtesse Maria Schaffgotsche, descendante d'une illustre famille de Bohême.
Destiné à la carrière militaire, le 19 septembre 1782, il entre comme cadet au régiment de Peniche, promu sous-lieutenant en octobre de la même année. Il embarque en 1784 avec une escadre alliée aux forces navales espagnoles lors du bombardement d'Alger.

## Russie
De retour à Lisbonne en septembre, il est promu lieutenant de marine dans l'armée royale le 8 mars 1787. En avril 1788 il retourne à son régiment d'origine au poste de Major agregado ("major"). Ayant obtenu licence de servir dans l'armée de Catherine II, alors en guerre avec la Turquie, il se rend en Russie. À Saint-Pétersbourg, il s'attire les sympathies de la cour et de l'impératrice elle-même. Lors de la campagne de 1788-1789, menée par le prince Potemkine, il se distingue dans les plaines du Danube, en Crimée et surtout lors du siège d'Oczakow, où il est le premier du régiment à entrer dans la place après sa reddition le 17 octobre 1788. Sa bravoure est récompensée par le grade de colonel de l'armée de l'impératrice ; en 1790, bien qu'absent du pays, son grade de colonel est confirmé dans l'armée portugaise.
Il reçoit l'Ordre de Saint-Georges, l'un des plus estimés de Russie, pour son courage, puis il reçoit une épée d'honneur des mains mêmes de l'impératrice lors d'une audience solennelle. Quelques rumeurs circulent alors d'une affaire sentimentale entre l'impératrice et lui, confirmées par une mésentente avec Potemkine, favori de Catherine II.

## Guerre du Roussillon
De retour à Lisbonne, nommé colonel du régiment du marquis das Minas, il embarque pour la Catalogne avec une division envoyée par le Portugal pour soutenir l'Espagne contre la République française, le 11 novembre 1793. Dans cette expédition, l'état-major n'est composé que d'étrangers : le duc de Northumberland, général et pair d'Angleterre, le prince de Montmorency-Luxembourg, le comte de Chalons, le comte de Liautau. Le régiment de Freire de Andrade et celui de Cascais se montrent vaillants, chargeant les Français avec brio lors de la bataille du 13 décembre 1793. L'armée espagnole appuyée par les portugais, prend Collioure le 27 décembre. Son régiment et celui de Cascais constituent la 2e brigade qu'il commande, elle prend ses quartiers d'hiver au Boulou. Le 1er mai 1794, l'armée française sous les ordres des généraux Augereau et Dugommier prend position face au camp espagnol, la bataille du Boulou commence, les Espagnols et leurs alliés portugais vaincus sont contraints de rentrer au pays.

## Retour au Portugal
De retour au Portugal après les combats qu'il vient de mener, il propose que soit créée une brigade légère. Sa proposition est acceptée, mais le commandement de cette brigade est confié au marquis d'Alorna. Il est promu maréchal de camp en 1795. Au sein de l'armée portugaise, on lui donne le sobriquet de "général russe". Il reste à la tête de son régiment, cantonné à Lisbonne, jusqu'au début de la guerre des Oranges de 1801. Après la défaite du Portugal, il participe activement à la lutte contre le parti régaliste, tentant de ravir la direction du parti aristocratique au marquis d'Alorna, qui l'avait assumée après la démission du duc de Lafões.

## Légion portugaise
Lors de la première invasion française, en 1807, il est lieutenant-général et commande la division chargée de la défense de la rive sud du Tage et de Setúbal, contre les troupes britanniques. Il reçoit le général Solana à Setúbal et accepte la mission de démobiliser l'armée portugaise cantonnée dans le sud du pays et de désarmer les régiments de milice. Sa collaboration avec les occupants français et espagnols lui vaut d'être nommé commandant en second de l'armée portugaise recomposée qui, en 1808, est intégrée à l'armée française sous le nom de Légion portugaise. Cette même année, il combat l'insurrection contre l'invasion française avec ses troupes, en particulier lors du siège de Saragosse (15 juin 1808 au 13 août 1808). Puis, avec la Légion portugaise, il est cantonné à Grenoble.
Il n'obtient que peu de commandements en France, le seul notable, pendant la campagne d'Allemagne lors de laquelle il est nommé gouverneur de Dresde par Napoléon. La Légion portugaise étant dissoute vers le milieu de 1813, il rentre à Paris où il assiste à la restauration de la monarchie française. Il rentre à Lisbonne en mai 1815 grâce à l'appui du marquis de Marialva.

## Lisbonne
Il reprend ses activités politiques et s'attaque au commandement de l'armée portugaise alors dirigée par des officiers anglais. Franc-maçon, il est le grand maître du Grand Orient lusitanien.
Après la découverte d'une conspiration contre la régence, dans laquelle son cousin Miguel Poirier Forjaz est impliqué, il est pendu le 18 octobre 1817 à la forteresse de São Julião da Barra.

## Source
- (pt) Cet article est partiellement ou en totalité issu de l’article de Wikipédia en portugais intitulé « Gomes Freire de Andrade » (voir la liste des auteurs).